# Episodi di Carmen Sandiego (quarta stagione)
La quarta stagione della serie animata Carmen Sandiego, composta da 8 episodi, è stata interamente distribuita su Netflix il 15 gennaio 2021, in tutti i paesi in cui il servizio è disponibile.
| nº | Titolo originale              | Titolo italiano                          | Pubblicazione originale | Pubblicazione Italia |
| -- | ----------------------------- | ---------------------------------------- | ----------------------- | -------------------- |
| 1  | The Beijing Bullion Caper     | Il caso dell'oro di Pechino              | 15 gennaio 2021         | 15 gennaio 2021      |
| 2  | The Big Bad Ivy Caper         | Il caso di Ivy malvagia                  | 15 gennaio 2021         | 15 gennaio 2021      |
| 3  | The Robo Caper                | Il caso di Roby                          | 15 gennaio 2021         | 15 gennaio 2021      |
| 4  | The Himalayan Rescue Caper    | Il caso del salvataggio sull'Himalaya    | 15 gennaio 2021         | 15 gennaio 2021      |
| 5  | The V.I.L.E. History Caper    | Il caso della storia della VILE          | 15 gennaio 2021         | 15 gennaio 2021      |
| 6  | The Egyptian Decryption Caper | Il caso del tesoro egiziano da decifrare | 15 gennaio 2021         | 15 gennaio 2021      |
| 7  | The Viennese Waltz Caper      | Il caso del valzer viennese              | 15 gennaio 2021         | 15 gennaio 2021      |
| 8  | The Dark Red Caper            | Il caso del lato oscuro della Rossa      | 15 gennaio 2021         | 15 gennaio 2021      |

## Il caso dell'oro di Pechino
- Titolo originale: The Beijing Bullion Caper
- Diretto da: Mike West
- Scritto da: Becky Tinker

### Trama
Graham è in tournée a Reykjavík con un'opera quando gli agenti dell'ACME lo arrestano per interrogarlo. Nel frattempo, Roundabout e Neal hanno una seconda possibilità dopo il malfunzionamento del dispositivo di cancellazione dei pensieri del Dr. Bellum. Hanno in programma di rapire Huang Li, il responsabile dei lingotti d'oro della più grande banca cinese. Il loro primo tentativo di rapimento nella Città Proibita viene sventato dal Team Rosso, quindi ci riprovano durante l'Opera di Pechino, dove Huang Li si esibisce con sua figlia Xifeng. Lady Dokuso immobilizza Huang Li, mentre Mimo Bomba prende il suo posto sul palco; Xifeng e Carmen rilevano immediatamente la presenza di Mimo Bomba. Player hackera il sistema di traffico di Pechino per impedire momentaneamente a Neal di accompagnare Huang Li in banca, permettendo a Zack, travestito da Huang Li, di scambiarsi di posto con lui. Quando Neal arriva in banca, Zack fugge. Huang Li viene riportato indietro per la sua esibizione, mentre Xifeng elimina Mimo Bomba. Shadowsan combatte con Dokuso sul tetto, ma cade, rompendosi una gamba. Fallito il colpo di VILE, Roundabout viene portato nelle segrete, mentre Neal riesce a fuggire. Nel frattempo, Capo interroga Graham, ma questi non riesce a ricordare nulla. Quando Chase riconosce Graham dal treno a Parigi, Chief lo manda a interrogarlo ulteriormente.

## Il caso di Ivy malvagia
- Titolo originale: The Big Bad Ivy Caper
- Diretto da: Jos Humphery
- Scritto da: Kathryn Lyn

### Trama
La Dr. Bellum propone di usare agenti robot per le rapine della VILE, ma sta ancora risolvendo i problemi. Cleo manda Dash Haber a incontrare Madam Goldlove per contrabbandare oro dalla Baviera. Carmen e Ivy vanno in Baviera da sole, dato che Shadowsan si sta riprendendo dall'infortunio alla gamba, e Zack rimane al quartier generale per fargli compagnia. Player non può aiutarlo, dato che i suoi genitori lo mandano alla scuola pubblica. Ivy vede Dash Haber e finge di essere Madam Goldlove, mentre il vero Goldlove viene attirato via da Carmen, che finge di essere Haber. Haber e Ivy entrano nella fabbrica dove VILE progetta di contrabbandare oro modellandolo in statuette di gnomi e versandoci sopra del cioccolato per farli sembrare dolciumi. Carmen si intrufola nella fabbrica ma viene fatta prigioniera da Goldlove, facendo saltare la copertura di Ivy. Carmen e Ivy combattono con Goldlove e VILE finché non arriva la polizia, costringendo VILE a fuggire. Nel frattempo, Chase e Capo interrogano ancora Graham, ma lui non può dare alcuna risposta. L'ACME usa un dispositivo sperimentale per ringiovanire i ricordi di Graham. Con i ricordi di VILE brevemente ripristinati, Graham fugge e chiama VILE. I docenti di VILE si chiedono come Crackle possa essere tornato, ma decidono di rispondere alla chiamata.

## Il caso di Roby
- Titolo originale: The Robo Caper
- Diretto da: Mike West
- Scritto da: Carly Denure

### Trama
La Dott.ssa Bellum invia il suo robot operativo completo, Roby il Robo-Ladro, a rubare una corona d'oro da un nuovo museo scientifico a Singapore. Senza l'aiuto di Player, Carmen e Ivy non riescono a fermarlo. Tuttavia, riescono a recuperare il braccio di Roby dopo che Ivy lo ha investito e lo riportano al quartier generale per analizzarlo. Nel frattempo, Graham è bloccato in uno stato di fuga a causa dei suoi ricordi confusi, quindi Maelstrom gli dice di aspettare che qualcuno lo venga a prendere dopo aver chiamato VILE per chiedere aiuto durante il suo delirio. Viene poi arrestato per furto a causa della sua identità di ladro tremolante. Carmen, Zack e Ivy vengono a conoscenza dei guai di Graham e si dirigono a Reykjavik per salvarlo, incontrando Chase, che era stato mandato dal Capo per arrestare Graham. Carmen rinchiude Chase nella stanza degli interrogatori della stazione di polizia, nonostante lui affermi di voler aiutare, piuttosto che volerla arrestare. Carmen non riesce a salvare Graham, che viene portato via a Bellum dagli Spazzini e da Roby. Nel frattempo, Shadowsan, ancora in fase di recupero al quartier generale, si difende da solo dal braccio riattivato di Roby.

## Il caso del salvataggio sull'Himalaya
- Titolo originale: The Himalayan Rescue Caper
- Diretto da: Jos Humphrey
- Scritto da: Greg Ernstrom

### Trama
Il capo, deluso dalla fuga di Graham e Carmen, dice a Chase di stabilire le sue priorità con Carmen. Sentendosi insicuro, va a trovare Julia, che ora è professoressa universitaria di storia a Oxford. Tuttavia, quando cerca di farsi aiutare a capire Carmen, lei lo respinge con un incontro a pranzo per venerdì prossimo. Graham viene portato al laboratorio della dottoressa Bellum sull'Himalaya, dove Maelstrom inizia a lavorare per rinfrescargli completamente la memoria. Dopo qualche resistenza e confusione, Graham ricorda e decide di continuare come agente VILE. Carmen rintraccia Graham nel laboratorio di Bellum, ma Player non è in grado di assisterlo mentre è a scuola. Zack e Ivy, fingendosi fumigatori, fanno evacuare la scuola, permettendo a Player di dare il suo contributo. Infiltrandosi nel laboratorio, Carmen scopre un intero esercito di robot VILE. Incontra Graham, che si spaccia per un agente VILE, ma è titubante nel combattere Carmen e la supplica di smettere di cercare di sconfiggere VILE, poiché si è pentito di averla ferita in passato e non vuole e non deve ritrovarsi di nuovo nella stessa situazione per farlo. Carmen lo respinge e fa esplodere un esplosivo, distruggendo gran parte della struttura di Bellum e tutti i robot. Fugge con la corona rubata, sfuggendo a Bellum e a Roby, che viene distrutto ai piedi di una scogliera. Carmen incontra faccia a faccia Player, che le spiega che i suoi genitori lo stanno ritirando dalla scuola pubblica per paura dell'"infestazione". Nel frattempo, a Nevşehir, in Turchia, degli archeologi esplorano una caverna riportata alla luce da recenti terremoti, trovando un simbolo a forma di V.

## Il caso della storia della VILE
- Titolo originale: The V.I.L.E. History Caper
- Diretto da: Mike West
- Scritto da: Greg Ernstrom

### Trama
Uno scavo trasmesso in diretta streaming nella caverna appena scoperta a Nevşehir rivela il filmato di una reliquia con il simbolo V su una parete. Questo simbolo rappresentava VILE ai suoi albori, ed era riservato solo ai docenti. Molto tempo fa, 5 fondatori usavano il simbolo per rappresentarli e avevano fatto crescere la loro attività con così tanta ricchezza da doverlo nascondere in un caveau; alla fine crearono 3 indizi di reliquia in 3 luoghi affinché i discendenti di VILE li trovassero e li usassero per localizzare i tesori, ma andarono perduti nella storia. Carmen si dirige a recuperare la reliquia nella caverna, ma viene rubata da El Topo. All'inseguimento, Carmen insegue lui e Le Chevre su un'enorme mongolfiera, durante un festival di mongolfiere nella città vicina. I due si scattano un selfie con il simbolo, ma lo perdono dopo che Carmen glielo ruba. L'immagine viene identificata da Maelstrom come relativa alle Svalbard in Norvegia ed era il falso luogo di sepoltura di Gunnhild la Raccapricciante, uno dei primi fondatori di VILE. Carmen si dirige a Oxford per chiedere aiuto a Julia e fornisce le informazioni necessarie dall'indizio; conduce a una nave vichinga sepolta sottoterra a Longyearbyen. La nave è nascosta in una caverna ghiacciata e, entrando, la squadra viene divisa dalla caduta del ghiaccio. Zack e Ivy raggiungono la nave, dove afferrano la benda sull'occhio che nasconde e contiene il secondo indizio nella testa della nave. Maelstrom e l'allenatore Brunt entrano e si preparano a combattere, ma Carmen e Shadowsan intervengono. Maelstrom prende la reliquia e se ne va, seguito dalla squadra, mentre Shadowsan combatte Brunt. Il loro combattimento causa instabilità nella caverna e il crollo della calotta di ghiaccio circostante. Tutti riescono a uscire in tempo, Maelstrom è in un taxi quando vede Brunt stanco sulla strada. Maelstrom prende il controllo dell'auto e guida se stesso e Brunt di nuovo a casa. Il Team Rosso si accorge che sul tessuto della benda sono impresse le impronte del secondo indizio trovato nella reliquia e si rivolge nuovamente a Julia per tradurre le informazioni.

## Il caso del tesoro egiziano da decifrare
- Titolo originale: The Egyptian Decryption Caper
- Diretto da: Jos Humphrey
- Scritto da: Carly Denure, Nicole Belisle e Sharon Flynn

### Trama
Dopo che Carmen ruba l'ultima reliquia della mappa in India, una dottoressa Bellum infuriato e Cleo usano la sorveglianza di Carmen per rintracciare Julia. Con l'aiuto di Tigress e dei Pulitori, Cleo la rapisce e porta Julia in Egitto per trovare la cripta nella Grande Piramide di Giza. Carmen chiama Chase, che aveva portato la sua chiamata a Julia all'università quando è arrivato per il loro pranzo di lavoro, per aiutarla a salvare Julia. Poi, una volta trovato il tesoro, chiama Capo per inviare la polizia a recuperarlo. Sfuggita alla cattura e infuriata oltre ogni limite, Cleo dice alla Facoltà che devono farla pagare duramente a Carmen. Nel frattempo, indagando sul viaggio in banca di Carmen in Argentina, Capo scopre lentamente un collegamento tra lei e Dexter Wolfe e in seguito ammette che Carmen ha contribuito a sconfiggere VILE per tutto il tempo e convince Julia a organizzare un incontro con lei tramite un criptico post sul blog che Player può rintracciare. Tornata al bar di Seattle, Carmen incontra Capo e le mostra la foto che ha scattato in banca, rivelando che è la figlia perduta da tempo di Dexter Wolfe e chiede a Capo di trovare sua madre, in cambio di tutte le informazioni che ha su VILE. Successivamente, in un parco, i Cleaners rapiscono Carmen, riportandola al castello di VILE.

## Il caso del valzer viennese
- Titolo originale: The Viennese Waltz Caper
- Diretto da: Mike West
- Scritto da: Sharon Flynn e Duane Capizzi

### Trama
Dopo il rapimento e durante le tre settimane di ricerca di indizi sulla nuova posizione di VILE, Julia si unisce all'ACME mentre il Capo le assegna il compito di trovare la madre di Carmen e Player trova una nuova pista su un piano imminente. Shadowsan, Zack, Ivy e l'ACME volano a Vienna per intercettare l'ultima rapina di VILE, sperando che li conduca alla scomparsa di Carmen, ignari del fatto che la Facoltà ha fatto il lavaggio del cervello a Carmen per trasformarla in una fedele agente VILE, una versione puramente malvagia di se stessa, che ora lavora con i suoi vecchi compagni di classe, addestrati a tenere sotto controllo la nuova Carmen, per ricostruire rapidamente i loro fondi. Più tardi, dopo averla finalmente affrontata e aver capito che Carmen è diventata cattiva, il Team Rosso riflette su come riportarla indietro e l'ACME è costretto, seppur a malincuore, a eliminarla definitivamente. Dopo sei mesi di tentativi riusciti ma sempre volti a superare i limiti, Carmen, sottoposta al lavaggio del cervello, si è guadagnata il favore della facoltà e viene portata al Castello VILE per essere aggiunta alla facoltà VILE. I docenti le raccontano che suo padre risiedeva nello stesso posto che occupa ora lei, finché Shadowsan non gli ha rubato la vita e ora cerca vendetta.

## Il caso del lato oscuro della Rossa
- Titolo originale: The Dark Red Caper
- Diretto da: Jos Humphrey
- Scritto da: Duane Capizzi

### Trama
Carmen, sottoposta al lavaggio del cervello, si è guadagnata e accettata la cattedra e dichiara VILE la sua famiglia. Il Capo e Julia trovano e rintracciano la madre di Carmen, che gestisce un orfanotrofio, fondato inizialmente nella speranza di ritrovare la figlia perduta. Mentre l'ACME tiene d'occhio l'orfanotrofio, Shadowsan si infiltra e trova diverse foto di Dexter Wolfe e l'ultima matrioska russa scomparsa dalla collezione di Carmen. Graham chiede aiuto all'ACME per ripristinare i ricordi di Carmen, poiché vuole che Carmen riprenda il controllo del proprio destino. Insieme, l'ACME e Graham decidono di ingannare VILE, inducendola a mandare Carmen a cercare lo stesso tesoro che lei stessa ha contribuito a recuperare durante il suo primo viaggio a Poitiers: il diamante della rapina in Marocco. Durante un'intensa lotta con Chase, Julia, Graham e Shadowsan, Carmen viene fulminata con il dispositivo di ripristino della memoria e riprende i sensi dopo che Shadowsan le mostra l'ultima matrioska. Carmen fornisce al Capo VILE la posizione dell'orfanotrofio, portando all'arresto di Brunt, Bellum, Cleo, Roundabout, Maelstrom, Tigress e Mimo Bomb. Mentre El Topo e Le Chevre aprono e gestiscono un food truck, il resto della VILE rimane in libertà. Shadowsan torna a casa da suo fratello, mentre Carmen incontra finalmente sua madre e Graham viene ricompensato con il rilascio dall'ACME dopo essere guarito in ospedale. Due anni dopo, Zack e Ivy sono ora agenti dell'ACME in coppia con Chase e Julia. Rintracciano Paper Star in un museo, solo per trovarla legata. Vedono Carmen sul tetto, felice di rivederla, prima che parta per cercare pezzi di ricambio e raggiungere luoghi sconosciuti.